# Leonida di Rodi
Leonida di Rodi (in greco antico Λεωνίδας; Rodi, 188 a.C. – II secolo a.C.) è stato un atleta greco antico.

## Biografia
Fu uno degli atleti più famosi dei giochi olimpici antichi, nell'ambito delle gare di corsa. Gareggiò nei giochi olimpici del 164 a.C., vincendo tre diverse gare: lo stadion, il diaulo e l'oplitodromia. Conquistò poi le stesse tre gare nelle seguenti tre olimpiadi disputatesi negli anni 160 a.C., 156 a.C. e 152 a.C., queste ultime all'età di 36 anni. Il suo record di 12 titoli alle olimpiadi non venne mai battuto nell'antichità   ed è rimasto a lungo imbattuto anche nella storia dei giochi olimpici moderni, fino al 2016, quando il nuotatore statunitense Michael Phelps ha raggiunto i 13 titoli olimpici individuali tra i 23 da lui conquistati (che comprendono anche le competizioni in staffetta, non contemplate nello sport della Grecia antica).
Leonida fu famoso non solo per il numero insuperabile di vittorie, ma per la sua versatilità come corridore. Le gare a lui congeniali si basavano sulla velocità e la forza in misura diversa: lo stadion (corsa di 200 m.) e il diaulo (400 m) erano più adatti ai velocisti, mentre l'oplitodromia, un diaulo eseguito indossando un'armatura in bronzo e scudo, richiedeva più forza muscolare e resistenza. Filostrato l'ateniese scrisse nel suo Gymnastikos che la versatilità di Leonida rese obsolete tutte le teorie precedenti di allenamento dei corridori.